# Средняя Серда
Сре́дняя Серда́ (тат. Урта Сәрдә) — село в Арском районе Республики Татарстан, в составе Среднеатынского сельского поселения.

## География
Село находится на реке Красная, в 18 км к западу от районного центра, города Арска.

## История
В окрестностях села выявлен археологический памятник – Среднесердинское селище (булгарский памятник дозолотоордынского и золотоордынского периодов).
Село известно с 1678 года.
В XVIII – первой половине XIX века жители относились к сословию государственных крестьян. Основные занятия жителей в этот период – земледелие и скотоводство, был распространён кирпичный промысел.
В «Списке населенных мест по сведениям 1859 года», изданном в 1866 году, населённый пункт упомянут как казённая деревня Средняя Серда 2-го стана Казанского уезда Казанской губернии. Располагалась при речке Серде, по левую сторону Сибирского почтового тракта, в 48 верстах от губернского города Казани и в 16 верстах от становой квартиры в заштатном городе Арске. В деревне в 102 дворах жили 714 человек (350 мужчин и 364 женщины). Была мечеть.
В начале XX века в селе функционировали мечеть, мектеб, 2 мелочные лавки. В этот период земельный надел сельской общины составлял 1645,9 десятины.
В 1931 году в селе организован колхоз «Кызыл Серда».
До 1920 года село входило в Мульминскую волость Казанского уезда Казанской губернии. С 1920 года в составе Арского кантона ТАССР. С 10 августа 1930 года в Арском районе.

## Население
| 1782 | 1859 | 1897 | 1908 | 1920 | 1926 | 1938 | 1949 | 1958 | 1970 | 1979 | 1989 | 2002 | 2010 | 2015 |
| ---- | ---- | ---- | ---- | ---- | ---- | ---- | ---- | ---- | ---- | ---- | ---- | ---- | ---- | ---- |
| 20   | 714  | 882  | 899  | 1056 | 974  | 971  | 760  | 612  | 567  | 480  | 334  | 302  | 279  | 271  |

Национальный состав cела: татары.

## Экономика
Жители занимаются полеводством, мясо-молочным скотоводством.

## Объекты образования, культуры и медицины
В деревне действуют начальная школа, детский сад (с 2004 года), дом культуры, библиотека, фельдшерско-акушерский пункт.

## Религиозные объекты
Мечеть (с 2011 года).